# Jurij Rytcheu
Jurij Sergejevitj Rytcheu (ryska: Ю́рий Серге́евич Рытхэ́у; 8 mars 1930 - 14 maj 2008) var en tjuktjisk författare, han skrev både på sitt modersmål tjuktjiska och på ryska. Han är känd som grundaren av tjuktjisk litteratur.
Han föddes i en familj av tjuktjiska jägare, och gavs namnet "Rytcheu". Tjuktjer använde traditionellt inte efternamn, och när han ansökte om ett födelsebevis tog han förnamnet och fadersnamnet från en rysk geolog han kände, och började använda "Rytcheu" som efternamn.
Han började skriva artiklar och korta dikter i tidningen "Sovjetskaja Tjukotka" (Советская Чукотка) medan han var student på Anadyrs tekniska skola. 1949 kom han in på Leningrads universitet och fortsatte sin litterära aktivitet där, han publicerade noveller i tidningarna Ogonjok och Novyj Mir. Hans första bok, novellsamlingen Människorna på vår strand (Люди нашего берега), trycktes år 1953 och 1954 blev han medlem i Sovjetiska Författarförbundet.
Efter Sovjetunionens fall upphörde hans verk att tryckas på ryska, men trycktes istället på tyska och andra europeiska språk av det Schweiziska förlaget Unionsverlag. 
Han levde sina sista år i Anadyr.

## Verk översatta till svenska
- De har fått ett nytt liv (Возрожденные к жизни), 1977 Libris 413760
- När valarna försvinner (Когда киты уходят) övers. av Torsten M. Nilsson, 1982 Libris 7750679